# Georges Stuttler
Georges Stuttler, aussi appelé "la cerise" par ses camarades de jeux, en référence à son caractère sanguin. Né le 11 janvier 1897 à Paris et mort le 8 janvier 1976 à Garches, est un footballeur international français.

## Biographie
Son poste de prédilection est attaquant. Il ne compte qu'une sélection en équipe de France de football, Belgique-France au stade du Daring club à Molenbeek en 1926. Il aura également joué dans des clubs danois et belges au cours de sa carrière internationale.

### Clubs successifs
- Red Star Olympique

### Carrière
Joueur percutant, Georges dut remplacer Paul Nicolas, victime d'une blessure en cours de match contre la Belgique, organisé pour l'inauguration du monument érigé à la mémoire des footballeurs belges morts pendant la Grande Guerre. Si Georges se comporta honorablement, l'avis général laissa penser que le retrait de Nicolas coûta la victoire à la France.